# レッチミア・グッピー
ロバート・ジョン・レッチミア・グッピー（Robert John Lechmere Guppy、1836年8月15日 - 1916年8月5日）は、イギリス出身のトリニダード・トバゴの博物学者である。熱帯魚のグッピーの名前の由来となった人物である。西インド諸島、特にトリニダード島の地質学、古生物学、動物学において多大な貢献をした。

## 生涯
ロンドンで1836年8月15日に生まれた。父のロバート・グッピー(Robert Guppy, 1808-1894)は弁護士で、後にトリニダードに渡ってサンフェルナンドの市長となった。母のアメリア・エリザベス・グッピー(Amelia Elizabeth Guppy)は画家で、写真家の先駆者の一人であり、原住民とともにオリノコ川を探検したことがある。レッチミアは4人兄弟だった。レッチミアという名前は、母方の祖母の旧姓である。
レッチミアは母方の祖父母であるリチャード・パーキンソンとルーシー（イギリス海軍白色中将ウィリアム・レッチミアの娘）によって、ヘレフォードシャー州にある13世紀に建てられたキナーズリー城で育てられた。パーキンソンはレッチミアに家督を継がせるつもりだったが、本人は興味を示さなかった。
18歳のときに、他の親族からの遺産を相続した後、イギリスを離れた。オーストラリア、タスマニアを訪問した後、1856年に船が難破してニュージーランドの海岸にたどり着いた。そこでマオリ族とともに2年間生活し、一帯の地図を作成した後、ニュージーランドを離れて、実の両親の移住先であるトリニダードへ向かった。
グッピーはアリス・ロスタン(Alice Rostant)と結婚した。アリスは、フランス革命から逃れてトリニダードに移住したフランス貴族、ロスタン伯爵の末裔だった。グッピーはトリニダードの学校の監査官となり、1891年まで務めた。
グッピーは正式な科学の教育を受けていなかったが、この地域の生物についての論文を多く執筆した。1863年から1913年にかけて、約70件の論文を発表した。グッピーは、トリニダード科学協会会長や、王立ヴィクトリア研究所の理事を務めた。
聖職者だったという説もあるが、実際には不可知論者だった。
1866年にグッピーがトリニダードで発見した魚は、同年末にアルベルト・ギュンターによって、発見者の名前からGirardinus guppiiという学名がつけられ、グッピーと呼ばれるようになった。しかし、この魚は1858年頃にアメリカで発見されたPoecilia reticulataと同種であることが後に判明した。現在では、Girardinus guppiiという学名はPoecilia reticulataの後行異名となっているが、「グッピー」という名前はいまでも使われている。
1916年8月5日にトリニダードで死去した。

## 著作物
以下はグッピーの著作物の一部である。
- Guppy, R. J. L. (1866). “On the Tertiary Mollusca of Jamaica”. Quarterly Journal of the Geological Society 22 (1–2):  281–295. doi:10.1144/GSL.JGS.1866.022.01-02.19.
- Guppy, R. J. Lechmere; Hogg, Jabez (1868). “IV. On the Lingual Dentition of some West-Indian Gasteropoda.”. Transactions of the Linnean Society of London 26:  191–196. doi:10.1111/j.1096-3642.1968.tb00505.x.
- Guppy, R. J. L. (1868). “On the terrestrial mollusks of Dominica and Grenada, with an account of some new species from Trinidad”. Annals and Magazine of Natural History 1 (4):  429–442. doi:10.1080/00222936808695726.
- 1872. Third series of additions to the Catalogue of the land and freshwater Molluska of Trinidad: with a revised list of all the species.
- 1873. "On some new Tertiary fossils from Jamaica". Proceedings of the Science Association of Trinidad 2(2): 72-88, London.
- Guppy, R. J. Lechmere (1874). “IV.—On the West Indian Tertiary Fossils”. Geological Magazine 1 (9):  404–411. doi:10.1017/S0016756800168475.
- Guppy, R. J. Lechmere (1874). “I.—On the West Indian Tertiary Fossils”. Geological Magazine 1 (10):  433–446. doi:10.1017/S0016756800169638.
- Guppy, R. J. Lechmere (1875). “VI.—Supplement to the Paper on West Indian Tertiary Fossils”. Geological Magazine 2:  41–42. doi:10.1017/S0016756800111744.
- Guppy, R. J. L. (1876). “On the Miocene Fossils of Haiti”. Quarterly Journal of the Geological Society 32 (1–4):  516–532. doi:10.1144/GSL.JGS.1876.032.01-04.58.
- Guppy, R. J. Lechmere; Dall, W. H. (1896). “Descriptions of tertiary fossils from the Antillean region”. Proceedings of the United States National Museum (Washington, D.C.) 19 (1110):  303–331. doi:10.5479/si.00963801.19-1110.303. hdl:2027/mdp.39015066911564.
- Lechmere Guppy, R. J. (1911). “On the Geology of Antigua and other West Indian Islands with reference to the Physical History of the Caribean Region”. Quarterly Journal of the Geological Society 67 (1–4):  681–NP. doi:10.1144/GSL.JGS.1911.067.01-04.26.
- 1912. "Fossils from Springvale near Couva, Trinidad". Agricultural Society of Trinidad and Tobago, 2: London.